# Aasiaats kommun
Aasiaats kommun var en kommun på Grönland fram till 1 januari 2009. Från detta datum ingår Aasiaat i den nya storkommunen Qaasuitsup. Aasiaat låg i amtet Kitaa. Huvudort var Aasiaat och inom kommunen låg även byarna Akunnaaq och Kitsissuarsuit.